# Ricardo Joel dos Santos Dias
Ricardo Joel dos Santos Dias (Matosinhos, 15 de Junho de 1980) é um futebolista português, que jogou no Leixões Sport Club, Marco Canaveses, Ermis do Chipre e GD Ribeirão.